# Silverfallet (Norrbotten)
Koordinaten: 68° 24′ 7″ N, 18° 41′ 43″ O

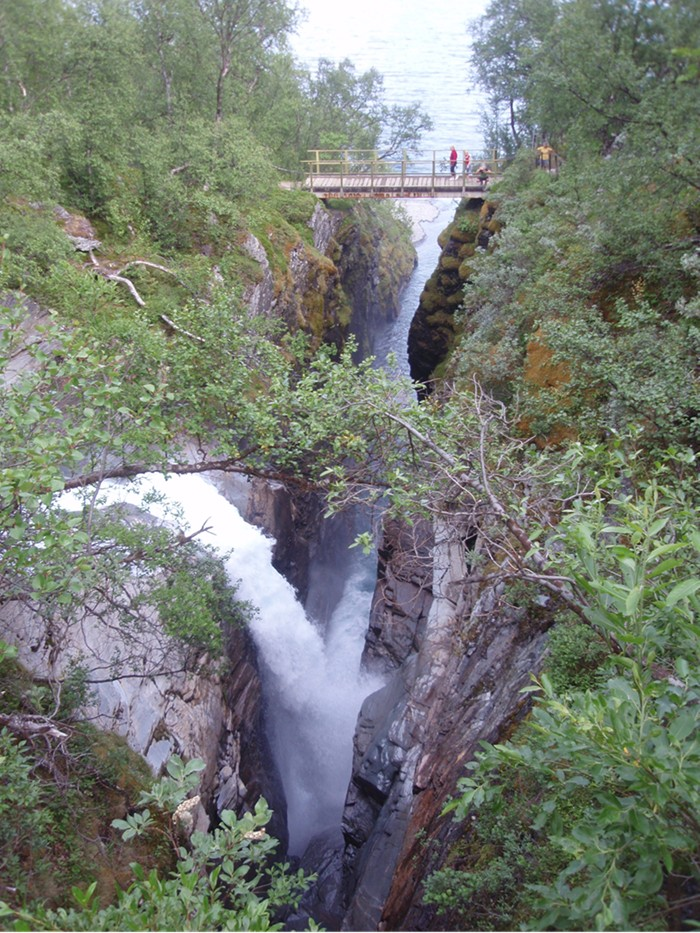
Silverfallet in Norrbottens län

Silverfallet (nordsamisch: Rákkasgorži) ist ein Wasserfall am Übergang des Rakkasjokks in den See Torneträsk. Er liegt in der Nähe von Björkliden in der Gemeinde Kiruna.